# Dengese
Die Dengese (auch Ndengese oder Ndengse) sind eine Ethnie aus der Demokratischen Republik Kongo. Sie gehören zu der Volksgruppe Mongo. Die Dengese leben hauptsächlich in der Provinz Kasaï-Oriental und sprechen eine Bantusprache. Viele von ihnen sind Kleinbauern und bauen Maniok, Bananen oder Kolanüsse an. Gegen Ende des 20. Jahrhunderts änderten sie ihre traditionelle Lebensweise. Die Bauern bauen vermehrt Cash Crops an, außerdem zogen viele Dengese in die Städte, um dort Arbeit zu finden.
Die Dengese leben nördlich der mächtigen Kuba-Föderation. Auch wenn das Kuba-Reich die Dengese in Bezug auf Macht und Größe überholt hat, gab es eine Zeit, in der es umgekehrt war. Die beiden Gruppen haben einige kulturelle Gemeinsamkeiten, so aufwändige Prachtgewänder aus Raphia-Fasern und Leopardenfell, Zeremonialwaffen und Musikinstrumente. Die politische Macht lag in den Händen der Oberschicht Totshi (auch Ntochi, Itoci oder Etotshi). Diesen Männern war das Tragen der Würdezeichen gestattet. Sie trugen eine runde Kopfbedeckung aus Raphia-Fasern, welche einen charakteristischen, nach oben ragenden Zylinder hat, sowie die Zeremonialwaffe Itapi. Bekannt sind die Dengese für die Darstellung der Totshi als hölzerne Statuen. Diese sind als Halbfigur ohne Beine angelegt und verfügen über die typische Kopfbedeckung. Einige Stilelemente sind ähnlich wie bei den Kuba.

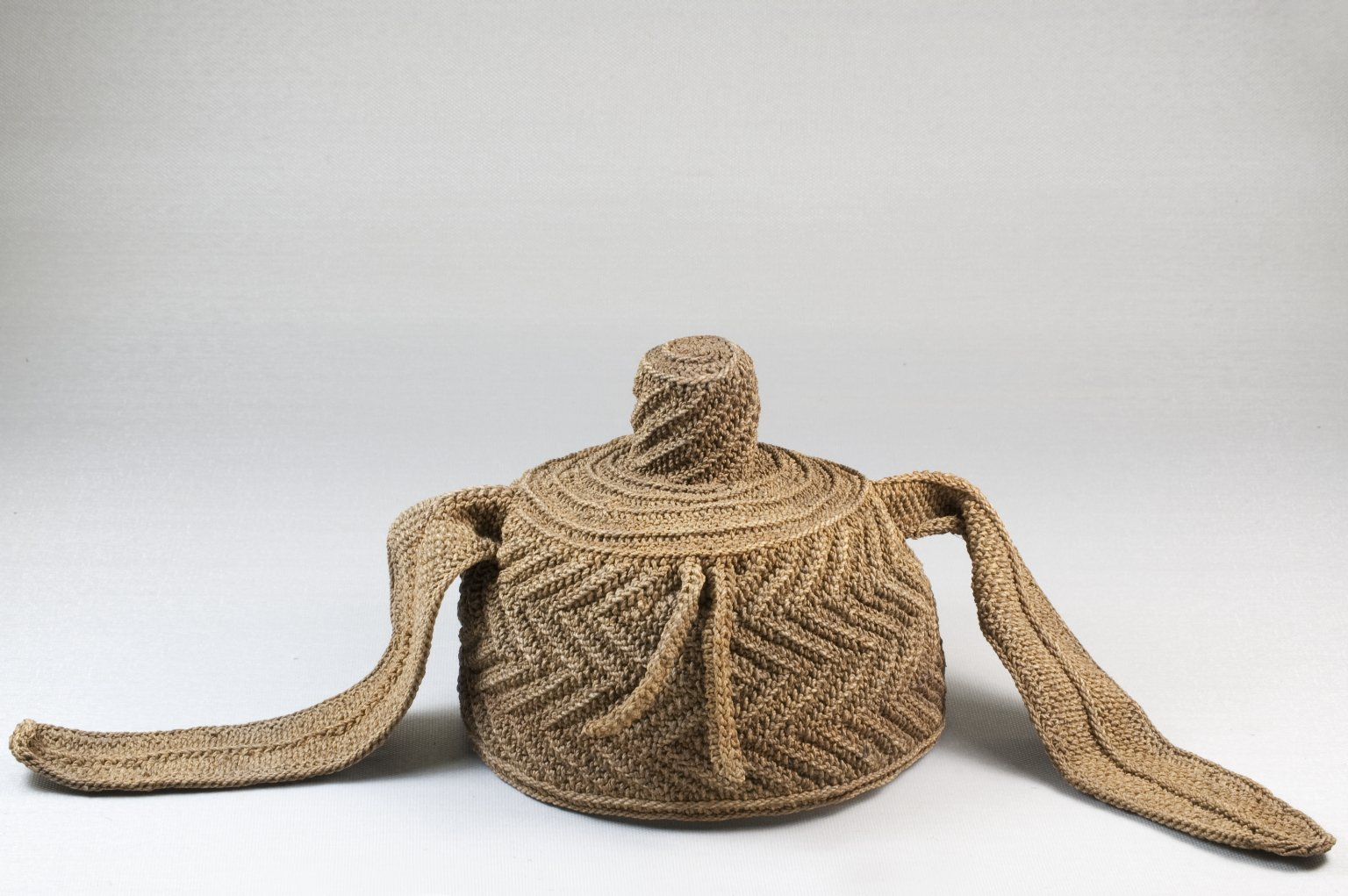
Kopfbedeckung
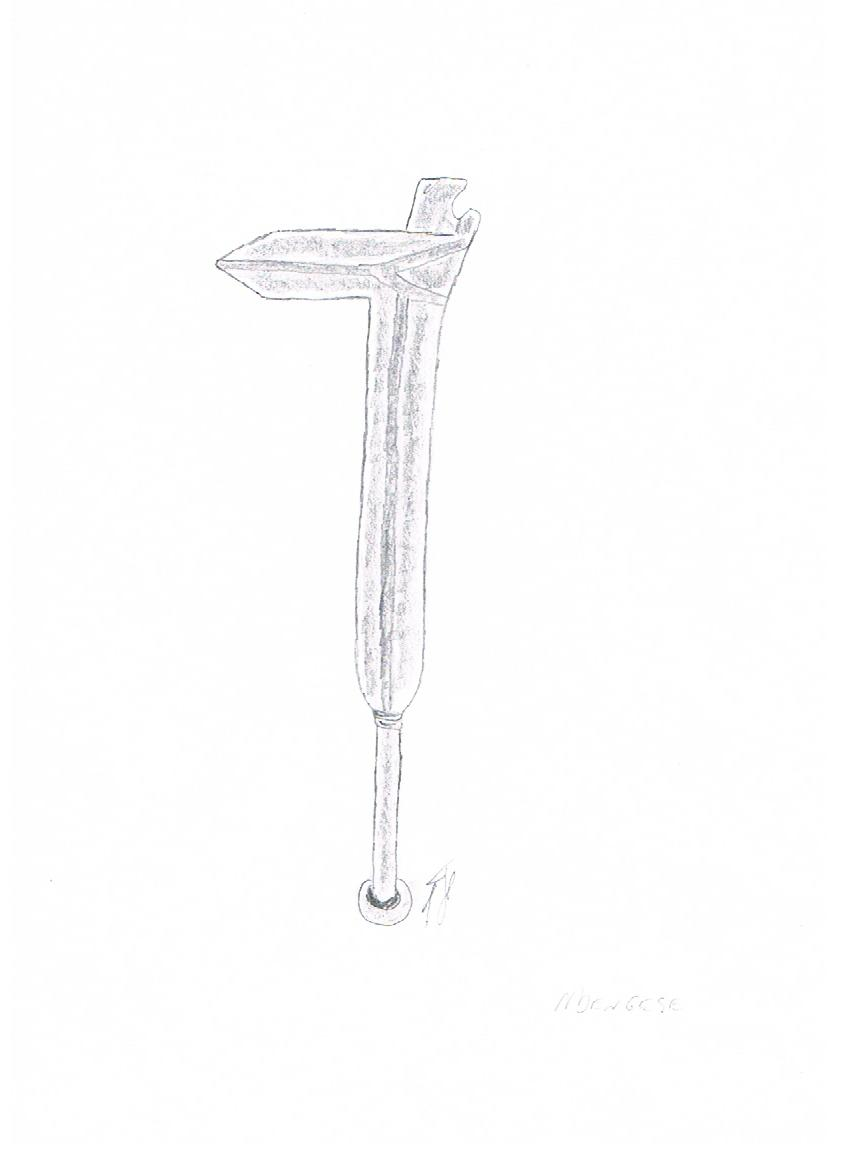
Zeremonialwaffe Itapi
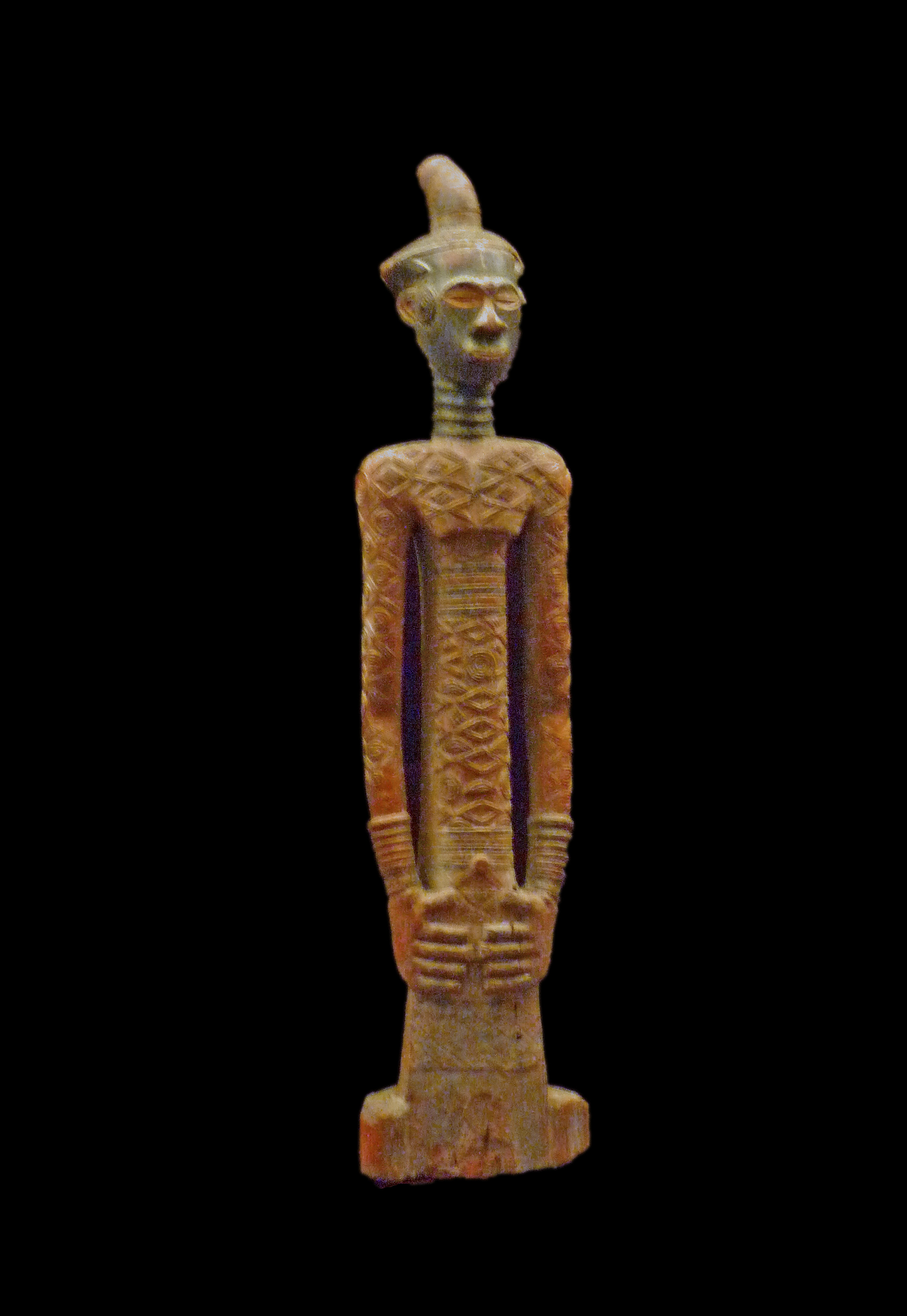
Holzstatue